# Due gemelle nel Far West
Due gemelle nel Far West (How the West Was Fun) è un film per la televisione statunitense del 1994 diretto da Stuart Margolin.